# Viridiana
Viridiana is een Mexicaans-Spaanse film van Luis Buñuel uit 1961. De film is gebaseerd op de roman Halma van Benito Pérez Galdós en kan beschouwd worden als een soort vervolg op Nazarín, een andere film van Buñuel naar een werk van Benito Pérez Galdós. De film kreeg in 1961 de Gouden Palm op het filmfestival van Cannes.

## Inhoud
Viridiana gaat binnenkort haar geloften afleggen om zich op te sluiten in een klooster. Zij wil een laatste bezoek afleggen bij haar oom, een welgesteld burger, vooraleer haar geloften uit te spreken. De oom verdooft haar en doet alsof hij haar misbruikt om haar op die manier te bewegen met hem te huwen. Zij weigert echter en de man pleegt, gekweld door spijt, zelfmoord.
Als rijke erfgename samen met een neef, besluit Viridiana niet naar het klooster te gaan en haar leven te wijden aan de armen. Na een feest worden de mensen die zij heeft geholpen dronken, plunderen het huis en trachten hun weldoenster te verkrachten. Zij wordt gered door haar neef en valt voor zijn charmes. Viridiana gaat bij hem en een meid wonen in een driehoeksrelatie.

## Commentaar
Buñuel rekent af met de onderdrukking van zijn jeugd en snijdt zijn geliefde thema's aan: seksueel fetisjisme en incest, de hypocrisie van de kerk, de lompheid en zelfgenoegzaamheid van de bourgeoisie, de "laagheid" van het volk.
De scène met Het Laatste Avondmaal waar Christus en zijn apostelen vervangen zijn door bedelaars, is een monument van provocatie gebleven.
Met Viridiana brak Buñuel internationaal door. Voorheen maakte hij alleen abstracte films en documentaires, nu had hij ook een psychologisch drama op zijn naam staan. De Franse filmindustrie zag de commerciële waarde van Buñuels originele cinema en vroeg hem naar Frankrijk te komen. In 1966 keerde hij terug naar Frankrijk om daar, voor een grote studio, grotere en duurdere films te gaan maken, films met grote filmsterren in de hoofdrollen.

## Rolverdeling
| Acteur             | Personage                  |
| ------------------ | -------------------------- |
| Silvia Pinal       | Viridiana                  |
| Francisco Rabal    | Jorge                      |
| Fernando Rey       | Don Jaime                  |
| José Calvo         | Don Amalio                 |
| Margarita Lozano   | Ramona                     |
| José Manuel Martín | kreupele                   |
| Victoria Zinny     | Lucia, verloofde van Jorge |
| Luis Heredia       | "El Poca"                  |
| Joaquín Roa        | Don Zequiel                |
| Lola Gaos          | Enedina                    |
| Teresa Rabal       | Rita, dochter van Ramona   |
| Juan García Tienda | José, de melaatse          |
| Sergio Mendizábal  | "El Pélón"                 |

## Rond de film
- In Cannes lokte de film een schandaal uit, maar kreeg wel de Gouden Palm.
- Zowel het Vaticaan als dictator Franco veroordeelden de film als godslasterlijk. In Spanje werden kopieën van de film in beslag genomen.